# Amerikanische Schönfrucht
Die Amerikanische Schönfrucht (Callicarpa americana), auch Amerikanischer Liebesperlenstrauch genannt, ist eine Pflanzenart aus der Familie der Lippenblütengewächse (Lamiaceae), die zu den Lippenblütlerartigen (Lamiales) gehören.

## Merkmale
Die Amerikanische Schönfrucht ist ein laubwerfender Strauch, der Wuchshöhen von 1,8 bis 2,4 Meter erreicht. Die gegenständigen, einfachen, eiförmig-länglichen Laubblätter sind unterseits drüsig und filzig und oberseits behaart. Sie sind 7 bis 20 cm lang und gezähnt.
In den Blattachseln werden dichte, zymöse Blütenstände gebildet. Sie erscheinen von Mai bis Juli. Die 3 mm langen, fast sitzenden, zwittrigen, radiärsymmetrischen Blüten sind vierzählig und kahl. Die vier Kronblätter sind hellblau. Es ist nur ein Kreis mit vier Staubblättern vorhanden.
Der Durchmesser der runden, violetten, beerenförmigen Steinfrüchte beträgt etwa 0,6 cm.

## Vorkommen
Die Amerikanische Schönfrucht kommt in den zentralen und südöstlichen Vereinigten Staaten und von den Bahamas bis Kuba vor.

## Verwendung
In den amerikanischen Südstaaten zählt Callicarpa americana zu den traditionell gegen Mückenstiche, Zecken- und Ameisenbisse genutzten Pflanzen. Die Blätter werden dazu auf der Haut verrieben. Auch Pferde wurden mit Blättern der Amerikanischen Schönfrucht eingerieben, um sie vor Bremsen zu bewahren.
Charles T. Bryson, Botaniker an der University of Mississippi, und Kollegen hatten im Jahr 2006 die Substanzen analysiert, die Insekten abschrecken. Demzufolge sind in der Pflanze drei Stoffe mit den Namen Callicarpenal, Intermedeol und Spathulenol enthalten, die für die Abwehrkraft gegen Insekten verantwortlich sind. Jede dieser Substanzen stößt Stechmücken ab, so die Wissenschaftler. Callicarpenal haben die Forscher zum Patent angemeldet. Daraus soll, sobald der Patentschutz erreicht wurde, ein biologisches Insektenschutzmittel entwickelt werden.
Zu welchem Zweck die Amerikanische Schönfrucht die Stoffe verwendet, ist den Forschern noch nicht bekannt. Vermutlich dienen sie auch der Abwehr von Insektenangriffen.
Die fleischigen, saftigen, süßen Früchte können gegessen werden.